# نظمي الجعبة
نظمي الجعبة (وُلد عام 1955) هو أكاديمي وباحث ومؤرخ ولد في البلدة القديمة في القدس في السادس عشر من أكتوبر عام 1955، درس في المدرسة العُمرية الابتدائية على الجدار الشمالي للمسجد الأقصى، ومدرسة عبد الله بن الحسين الإعدادية في حي الشيخ جراح، ودرس المرحلة الثانوية في المعهد العربي الكويتي في بلدة أبو ديس، والمدرسة الهاشمية في مدينة البيرة، وحصل منها على شهادة الثانوية العامة في الفرع العلمي عام 1976. نال درجة البكالوريوس في دراسات الشرق الأوسط والآثار من جامعة بيرزيت عام 1981، ودرجة الماجستير في الدراسات الشرقية والإيرانية والتوراتية من جامعة توبنغن في ألمانيا الغربية عام 1988، ونال درجة الدكتوراه في الدراسات الشرقية والآثار من ذات الجامعة في الدراسات الشرقية عام 1991.

## الحياة المهنية
شغل الجعبة عدة مناصب خلال حياته ومنها:
- مدير المتحف الفلسطيني في المسجد الأقصى بين عامي (1981-1984).
- عمل مساعدا أكاديمياً في جامعة توبنغن في ألمانيا الغربية بين عامي (1988-19991).
- عميدا لشؤون الطلبة في جامعة بيرزيت بين عامي (1995-1997).
- مديراً مشاركاً لمركز المعمار الشعبي “رواق” بين عامي (1994-2010).
- رئيساً لدائرة التاريخ في جامعة بيرزيت بين عامي (1997-1999). و بين عامي (2011-2013).
- مديراً لمتحف جامعة بيرزيت بين عامي (2019-2021).
- في 2 أبريل 2024، شَكَلَ الرئيس محمود عباس مجلس إدارة المؤسسة الوطنية لتوثيق تاريخ فلسطين وحفظ الذاكرة والتي تأسست في 1 فبراير 2024، وعينه عضوًا فيه.[9]

## موقفه الوطني ونشاطه الثقافي
يتبنى الجعبة الفكر اليساري فالتحق بالجبهة الديمقراطية عام 1975 وشارك في تخطيط وتنفيذ الفعاليات الوطنية والسياسية داخل الأرض المحتلة، ثم انضم إلى الإتحاد الديمقراطي (فدا) عام 1991 لكنَّه ما لبث أن استقال منه ومنذ عام 1999 لم تعد له أية ارتباطات حزبية. وانتقل بعدها للعمل الثقافي وأصبح عضواً في عدة مؤسسات وهيئات مثل: (هيئة تحرير المجلة الفصلية Jerusalem Quarterly عام 1998، مجلس أمناء جمعية الرفاه الإجتماعي في القدس منذ عام 1998، الملتقى الفكري العربي خلال الفترة (2000-2017)، الهيئة الإدارية لمؤسسة فيصل الحسيني منذ عام 2002، مجلس أمناء مؤسسة يبوس للإنتاج الفني منذ عام 2002 ورئيس هيئتها الإدارية بين عامي (2010-2015)، ومسؤول خطة إعمار القدس القديمة ضمن فريق اليونسكو (Action Plan) بين عامي (2006-2007)، وعضواً في لجنة متحف الشهيد ياسر عرفات منذ عام 2008، ومسؤول الخطة الإستراتيجية الوطنية الفلسطينية لقطاع الثقافة في مدينة القدس عام 2010، ومنسقاً للجنة العلمية في متحف محمود درويش بين عامي (2010-2012)، وعضواً في اللجنة الرئاسية لترميم كنيسة المهد منذ عام 2012.

## حياته
متزوج وله ثلاثة أبناء، تم اعتقاله من قبل قوات الإحتلال الإسرائيلي عام 1973 لمدة عامين، ثم أعيد اعتقاله عام 1978 لمدة ثمانية أشهر فضلاً عن عشرات الإعتقالات القصيرة التي تقل مدتها عن شهر.

## أعماله الأدبية
صدر للدكتور نظمي الجعبة مجموعة من الكتب والدراسات والمقالات العلمية منها:
1. المؤسسات الثقافية والتراث الثقافي في القدس (2001).
2. فهرس مخطوطات المكتبة الخالدية (2005).[15]
3. القدس العربية: أربعون عاماً من الإحتلال الإسرائيلي (2008).
4. الإسكان في القدس بين مطرقة الإستيطان والإمكانات المتاحة (2009).
5. رام الله عمارة وتاريخ (مشترك، 2012).
6. القدس في الكتابات التاريخية الإسرائيلية (2019).
7. حارة اليهود وحارة المغاربة في القدس القديمة: التاريخ والمصير بين التدمير والتهويد (2019).
8. لفتا سجلّْ شعب: التاريخ والتراث الثقافي والنضال (مشترك، 2021).
9. كنيسة المهد في بيت لحم، أقدم كنائس فلسطين: دراسة في العمارة والفنون والتاريخ والتراث (2022).
10. المغاربة في بيت المقدس. (2021)